# رسالة أناكالبسيس

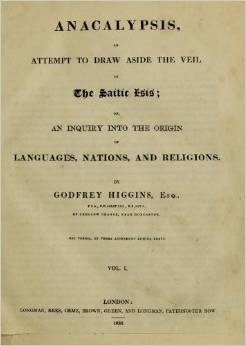
النسخة الأصليّة من الرسالة

أناكالبسيس: هي رسالة مطولة من مجلدين كتبها المؤرخ الديني غودفري هجينز، وتم نشرها بعد وفاته في عام 1836. نُشر الكتاب في مجلدين يبلغ تعدادهما 1436 صفحة، ويحتوي على إشارات دقيقة لمئات المراجع. طُبعت في البداية كإصدار محدود من 200 نسخة، وأعيد طبعها جزئيًا في عام 1878، وأعيد طبعها بالكامل في إصدار محدود من 350 نسخة في عام 1927.

## معنى كلمة "أناكالبسيس
المشكلة التي قد يجدها القارئ في كتاب هيغينز هي أن معنى العنوان غير مفسر. في طبعة لندن الأصلية لعام 1836، ظهرت كلمة اناكالبسيس مرتين فقط: مرة في العنوان، ومرة في حاشية سفلية في الصفحة 447، حيث عبّر هيغينز عن خطته لتتمة بعنوان التعليقات على اناكالبسيس وعلى التاريخ القديم.[1]
تأتي كلمة اناكالبسيس من الكلمة اليونانية "ανακάλυψης"، والتي يمكن ترجمتها كـ «اكتشاف». و«أناكالبسيس» هو نقيض «نهاية العالم». في كتاب هيجينسو معنى الكلمة ذو شقين:
- من ناحية، يُنظر إلى فكرة أناكاليبس على أنها شيء واضح وشفاف، في حين أن نهاية العالم غامضة ومظلمة وغامضة.
- من ناحية أخرى، فإن سفر الرؤيا يعني الوحي ويشير إلى آخر سفر قانوني في العهد الجديد، الرؤيا، والذي ينص على أن العالم يتجه نحو نهاية وشيكة ومأساوية.

فيما يتعلق بالمعنى الثاني، من المهم جدًا أن نفهم أن اناكلبسيس في كتاب هجينز لا يشير إلى مبدأ ثيولوجي، ولكنه يشير إلى الانحدار نحو البداية الذي يسمح لنا برؤية كيفية إنشاء الأساطير من خلال الضوء، تمامًا مثل نهاية العالم في ديانات كثيرة. في الواقع، يتحدث عنوان العمل بدقة عن هذا الكشف عن الإلهة المصرية إيزيس. ناقشت الكاتبة الروسية المولد والثيوصوفية هيلينا بلافاتسكي فكرة أناكاليبسيس كـ «كشف النقاب» بعمق في كتابها إيزيس تكشف النقاب.

## المحتوى
العمل هو نتاج أكثر من عشرين عامًا من البحث حاول خلالها هيغينز الكشف عن «أقدم الديانات العالمية التي نشأت منها جميع المذاهب والمذاهب اللاحقة». [2] ويتضمن العديد من الخرائط واللوحات الحجرية للآثار الكردية. يُفصِّل الكتاب نفسه العديد من معتقدات هيغينز وملاحظاته حول تطور الدين. من بين هذه نظريته أن النظام الديني السري، قد استمر من العصور القديمة إلى يومنا هذا، على الأقل. من اليونان إلى الهند، وربما غطت العالم بأسره مرة واحدة.
من بين العديد من النظريات المقدمة في هذا الكتاب أن كلا من الدرويين السلتيين واليهود نشأوا في الهند - وأن اسم إبراهيم التوراتي هو في الحقيقة اختلاف عن كلمة براهما، التي تم إنشاؤها عن طريق تحويل الحرف الأخير إلى البداية: أراهما. استخدم هيغنز مصطلح «باندايزم» لوصف المجتمع الديني الذي زعم أنه كان موجودًا منذ العصور القديمة، وكان معروفًا في وقت ما في جميع أنحاء العالم. اعتقد هيغينز أن هذه الممارسة استمرت في الخفاء حتى وقت كتابته، في ثلاثينيات القرن التاسع عشر في منطقة تمتد من اليونان إلى الهند.
«أعتقد أن البانديّة كانت نظامًا؛ وأنني عندما أقول دولة أو مملكة باندايا، فإنني أعبر عن نفسي بطريقة مشابهة لما يجب أن أفعله، إذا قلت المملكة البابوية، أو الممالك الباباويّة: أو، مرة أخرى، لدى اليونانيين العديد من الاحتفالات في كنيستهم، أي اليونانيون من جميع الأمم: أو بلاد البابا مؤمنة بالخرافات، في الوقت نفسه، أتوسل إلى أن يُفهم على أنه لا ينكر وجود مملكة مثل المملكة الباندية.» [3]
يبدو أن استخدامه مرتبط بوحدة الوجود، لكنه مختلف بشكل واضح. في حين أن وحدة الوجود تشير عادة إلى إله عالمي واحد، فإن البانديّة التي وصفها هجينز تشير إلى عبادة الأسرة أو الاتحاد أو آلهة الآلهة التي تكون جماعية عالمية.
كان هيغنز من أتباع جون تولاند. على الرغم من أن تولاند عاش في عصر كان فيه «الربوبية» و «الإيمان» قابلين للتبادل، كتب هيغينز خلال عشرينيات وثلاثينيات القرن التاسع عشر، وهي فترة بعد عدة أجيال عندما كانت الربوبية شائعة وأصبحت متميزة عن الإيمان بالله:
«يعتقد العديد من الأشخاص أن هذا عموم مرتبط بما يسمى وحدة الوجود، أو العشق للطبيعة العالمية، وأن وحدة الوجود كانت أول نظام للإنسان. لهذا الرأي لا يمكنني رؤية ظل الأساس. كما قلت سابقًا، يبدو لي أن الاعتقاد يتعارض مع الفطرة السليمة، أن النصف الجاهل المتوحش سوف يعبد أولاً الأرض التي يسير عليها، - أنه سيرفع عقله إلى عقيدة غامضة وغير محتملة للغاية، الأرض التي يطأها عليها خلقه وخلق نفسها: لأن وحدة الوجود تأتي على الفور. [4]»
كان هيجينز مدركًا أيضًا للتشابه بين البانديّة والربوبية، وأظهر ألفة مع الربوبية، حيث يذكر الربوبية أو الربوبيين في عدة نقاط أخرى في نفس العمل. أشار هيغينز على سبيل المثال إلى أن القس ر.تايلور يجب أن يكون المسيحيون نسخة وثيقة من أولئك الإسينيين في مصر. [5]
في حين أن المزيد من البانديّة المعاصرة تستحضر كلاً من وحدة الوجود والربوبية وتقترح الجمع بينهما، فإن استخدام هجينز تم إزالته من كليهما. في حين أن بناء تولاند لوحدة الوجود كان قائمًا على الجذر اليوناني للكلمات عموم، أي كل وثيوس، أي الله، يقلب هيغينز البناء حوله، قائلاً:
«عندما أفكر في جميع الظروف المفصلة أعلاه فيما يتعلق باحترام الباندية، لا يسعني إلا تصديق أنه، في ظل الأساطير، يتم إخفاء عقيدة أو تاريخ طائفة.»[6]
«لقد رأينا أنه على الرغم من أن كريستنا قد ترك العديد من الأبناء، إلا أنه ترك إمبراطوريته الشاسعة التي امتدت من مصادر نهر السند إلى كيب كومورين لابنته باندايا؛ ولكن، من العثور على أيقونة بوذا المظللة باستمرار مع الكوبرات التسعة، وما إلى ذلك، فقد دفعتني إلى الاعتقاد بأن هذه الباندا كانت عقيدة استقبلها كل من البوذيين والبراهميين.[7]»

على النقيض من تولاند، يستخدم هيغينز كلمة «بانز» أو «باندي» لجمع أشكال مختلفة من الآلهة المسماة أو الأبطال الشبهين بالآلهة - مثل باندو وباندا وباندافاس وبانديون - في نظام عبادة واحد يسمى «بانديسم» نوع من اسم العائلة لمجموعة أفراد يشبهون الله. وهكذا، حيث يشير مصطلح تولاند إلى عموم (الكل) و -الإله (الله)، يشير هيغينز إلى باندي- (جذر يشير إلى عائلة الآلهة هذه) و -ism، وهو بناء إنجليزي بالكامل يشير إلى الولاء لأيديولوجية. يشير المصطلح الذي رواه هيغينز إلى طائفة سرية من عبدة هذه «الأحواض»، والتي تُركت في أعقاب انهيار إمبراطورية قديمة امتدت من اليونان (موطن ميديا وفرساوس) إلى الهند (حيث كان البوذيون والبوذيين). البراهمة يتعايشون). يخلص هيغنز إلى أن ملاحظاته:
«... يؤكد الارتباط الوثيق الذي لا بد أنه كان موجودًا في وقت سابق، بين سيام وأفغانستان وغرب سوريا وأيرلندا. في الواقع لا أستطيع أن أشك في أنه كانت هناك إمبراطورية كبيرة واحدة، أو واحدة عالمية واحدة، أو واحدة من البانديّة، أو ديانة كاثوليكية واحدة، بلغة واحدة، والتي امتدت إلى جميع أنحاء العالم القديم. توحيد أو الحكم في نفس الوقت كولومبو في جزيرة سيرينديف وكولومبو في غرب اسكتلندا...[8]»
بينما جدير بالملاحظة، فإن المناقشة أعلاه هي مثال لما يحاول هيجنز تقديمه في عمله: أن الكتاب الديني مكتوب بطريقة تشوش بدلاً من التوضيح. المناقشة الشاملة أعلاه التي تقارن بين «البانديّة» و «البانثيّة»، على الرغم من صحتها، تفشل في الكشف عن التركيز الرئيسي لجهوده، وهو إظهار أن جميع الأديان هي نفسها ومن مصدر أصلي ضائع ما قبل الطوفان حيث تكون جميع الشخصيات تمثيلات مجازية للبروج مع كون الإله الأساسي هو الشمس. نظريته هي أن هذه العقيدة المفقودة قد أفسدها الجهل بالرموز أو بأغراض مقصودة، من العصور القديمة وحتى زمن هجينز.

مات هيغينز قبل أن يتمكن من إكمال الفصل الأخير عن المسيحية. ومع ذلك، يترك هيغينز أدلة على أنه قد تكون هناك طبقات إضافية من المعنى في عمله، مذكورًا في مقدمة المجلد الأوّل من «أناكالبسيس»:
«أعتقد أنه من الصواب تحذير القارئ، من أن هناك فقرات أكثر من واحدة في الكتاب، والتي هي من تلك الطبيعة، والتي سوف يفهمها أصدقائي الماسونيون تمامًا، لكن ارتباطاتي تمنعني من شرحها للعالم بأسره.[9]»
بعد عقود، استشهد جون بالو نيوبرو على نطاق واسع بالأناكالبسيس، بما في ذلك استخدام هجينز للبانديّة، في الملاحظات على كتاب Newbrough's 1882 Oahspe المقدس. [10] حدثت عملات مماثلة، وربما ذات صلة من البانديّة في مكان آخر. كتب أحد المؤلفين عن مجموعة دينية معاصرة في بالي (والتي تقع ضمن النطاق الجغرافي للبانديزم التي وصفها هيغنز):
«يستخدم إمبو نموذجي بيداندا كيتو،» تاج«طويل وأحمر وكرة. رجل آخر يقود احتفالات باندي في الجزيرة. إنه يمثل مزيجًا غريبًا من البوذية والهندوسية، وإذا أمكن تسميتها «البانديّة».[11]»